# Astacilloechus ingolfi
Astacilloechus ingolfi är en kräftdjursart som beskrevs av Hansen 1916. Astacilloechus ingolfi ingår i släktet Astacilloechus och familjen Cabiropidae.
Artens utbredningsområde är havet kring Island. Inga underarter finns listade i Catalogue of Life.